# Калимулла Джаханабади

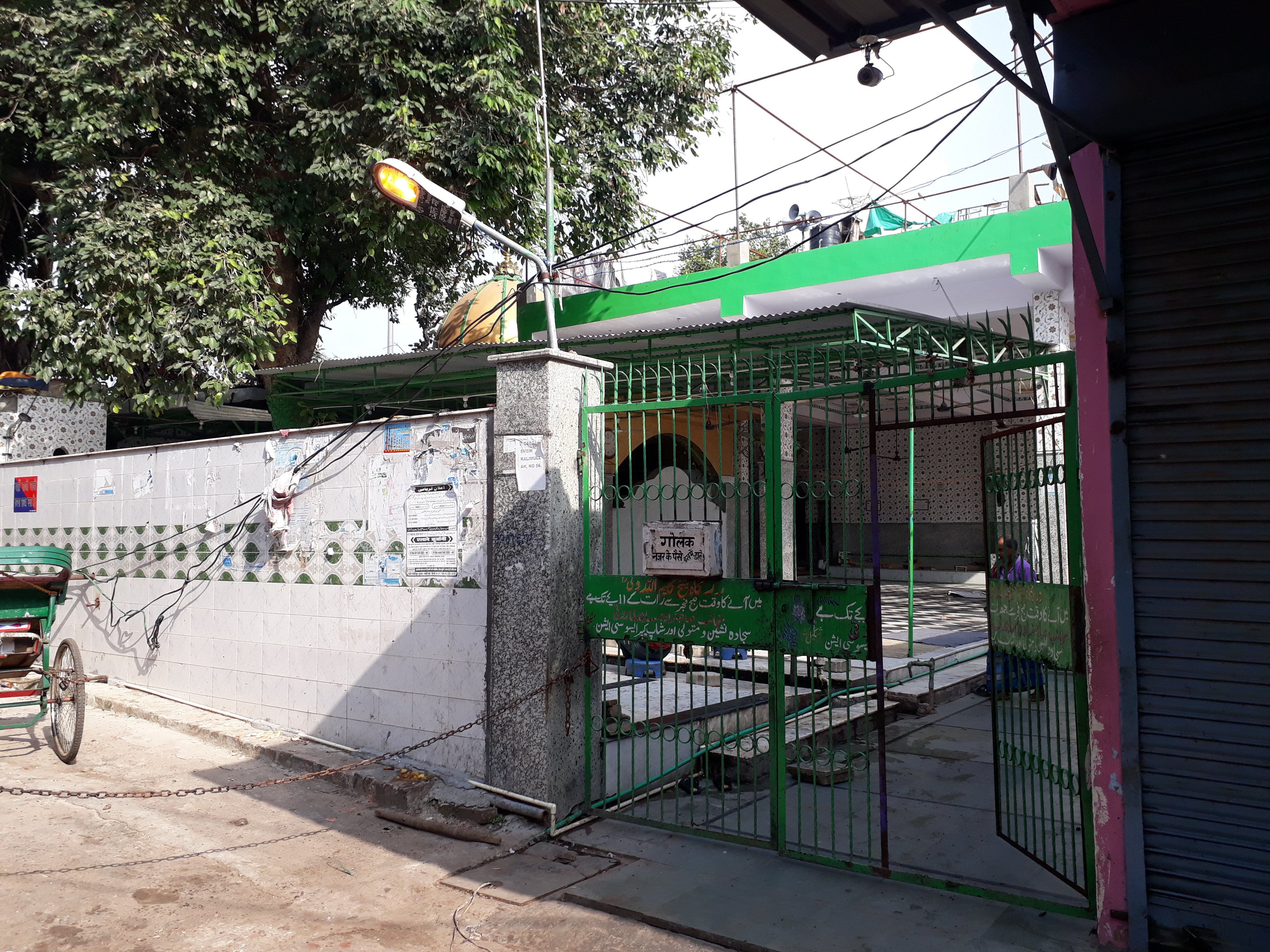
Дарга (гробница) шейха Калимуллы Джаханабади в Дели

Шейх Калимулла Джаханабади ибн Нурулла ибн Ахмад аль-Мимар аль-Сиддикуи (перс. شاه كليم الله جهانابادي‎;
1650—1729) — один из самых знаменитых суфиев ордена Чишти в поздний период правления Моголов в Индии. Считается возродителем Чиштийского тариката. Его отец, Нур Улла, был известным астрономом и каллиграфом. Калимулла Джаханабади был внуком известного индийского архитектора Устада Ахмада Лахаури, создателя комплексов Тадж-Махала и Красного форта, или Лал-Килы.
Будучи одним из сторонников идеи гармоничного сосуществования людей, принадлежащих к разным религиям, Калимулла давал духовные упражнения ученикам вне зависимости от их религиозного происхождения. Принимал к себе в ученики мусульман, индуистов и парсов (последователей зороастризма). 
Гробница Калимуллы Джаханабади находится в районе Старого Дели (Индия), недалеко от Красного форта, в квартале, именуемом Мина Базар (Meena Bazaar). Во время Восстания сипаев (Индийское народное восстание) 1857—1859 годов, когда Дели захватили повстанцы, квартал был полностью разрушен. Могилу шейха Калимуллы восстановили при активном участии известного индийского поэта-суфия Гуляма Фарида в конце XIX века.
Шейх Калимулла является автором нескольких фундаментальных работ, посвященных суфизму; из них наиболее знаменита «Кашкуль Калими», где описываются тонкости суфийского пути, которые необходимо знать каждому мюриду.

## Основные труды Шейха Калимуллы Джаханабади
- Tilka ʿAsharat Kāmilah
- Kashkūl Kalīmī
- Maktūbāt-i Kalīmī
- Muraqqā Kalimi
- Sawa alssabeel e kaleemi